# Железнодорожная компания
Железнодорожная компания (обычно железная дорога) — предприятие железнодорожного транспорта, осуществляющее управление железнодорожной инфраструктурой и (или) подвижным составом.

## В России
В настоящее время в составе ОАО «Российские железные дороги» (РЖД) существует 16 «железных дорог» — территориальных филиалов, осуществляющих управление инфраструктурой в пределах своего региона. До реформы 2000-х годов каждый филиал был государственным унитарным предприятием с централизованным управлением, регулируемым федеральным законом «О федеральном железнодорожном транспорте» от 20 июля 1995 года. Железные дороги находились в ведении федерального органа исполнительной власти в области железнодорожного транспорта (Министерства путей сообщения, МПС). Создание, ликвидация и реорганизация дорог производились по решению Правительства РФ. В ходе реформы в 2003 году было создано ОАО РЖД — акционерное общество со стопроцентной долей, принадлежащей Правительству Российской Федерации. В свою очередь в 2004 году Министерство путей сообщения было ликвидировано. 16 железных дорог стали филиалами ОАО РЖД со статусом Регионального центра корпоративного управления (РЦКУ).